# Claudette Colbert
Claudette Colbert (Saint-Mandé, París, 13 de setembre de 1903 - Cobblers Cove, Barbados, 30 de juliol de 1996) fou una actriu teatral i cinematogràfica nord-americana. Actuà també en sèries de televisió i en obres teatrals. Va emigrar als Estats Units amb la seva família amb sis anys. Després d'interpretar el paper de dona fatal en múltiples pel·lícules, es va especialitzar en personatges més lleugers. L'any 1934 va obtenir l'Oscar a la millor actriu per Va succeir una nit. També films seus són The Sign of the Cross (1932), Cleopatra (1934), Thunder on the Hill (1951). Retirada des de finals dels anys cinquanta, una de les seves últimes aparicions en públic va ser el 1990, quan el Festival de Sant Sebastià li va retre un homenatge.

## Primers anys
Émilie Chauchoin va néixer el 1903 a Saint-Mandé, França, filla de Jeanne Marie i Georges Claude Chauchoin.
Encara que va ser batejada com «Émilie», es va anomenar «Lily» en honor de l'actriu Lillie Langtry, nascuda a Jersey, i perquè una tia soltera del mateix nom, la filla adoptiva de la seva àvia materna, Émilie Loew, vivia amb la família. Jeanne, Emilie Loew i l'àvia de Colbert, Marie Augustine Loew, van néixer a les Illes Anglonormandes. Així, ja parlaven anglès amb fluïdesa abans d'arribar als Estats Units. El germà de Colbert, Charles Auguste Chauchoin (1898–1971), també va néixer a la Bailía de Jersey. Sa mare va exercir diverses ocupacions. Si bé Georges Chauchoin havia perdut la vista a l'ull dret i no s'havia establert en una professió, va treballar com a banquer d'inversions, patint contratemps empresarials. Marie Loew ja havia estat als Estats Units i el cunyat de Georges (de cognom Vedel) ja vivia a la ciutat de Nova York. Marie estava disposada a ajudar econòmicament a Georges, però també el va animar a provar sort als Estats Units.
Així, per buscar més oportunitats laborals, Colbert i la seva família, incloses Marie i Emilie Loew, van emigrar a Manhattan el 1906.
Vivien en un cinquè pis al carrer 53. Colbert va afirmar que pujar aquestes escales cada dia fins al 1922 li va fer belles les cames. Els seus pares van canviar formalment el seu nom legal a Lily Claudette Chauchoin. Georges Chauchoin va treballar com a funcionari menor al First National City Bank, i la família es va naturalitzar el 1912. Abans que Colbert entrés a l'escola pública, ràpidament va aprendre anglès de la seva àvia Marie, i va créixer com a bilingüe parlant tant anglès com francès. Tenia l'esperança de convertir-se en pintora des que va agafar el seu primer llapis. La seva mare era una fanàtica de la música d'òpera.
Colbert va estudiar a la Washington Irving High School, que era coneguda pel seu fort programa d'arts. La seva professora de parla, Alice Rossetter, la va animar a fer una audició per a una obra que Rossetter havia escrit. El 1919, Colbert va fer el seu debut a l'escenari al Provincetown Playhouse a The Widow's Veil amb 15 anys. Els seus interessos, però, encara es van inclinar cap a la pintura, el disseny de moda i l'art comercial.

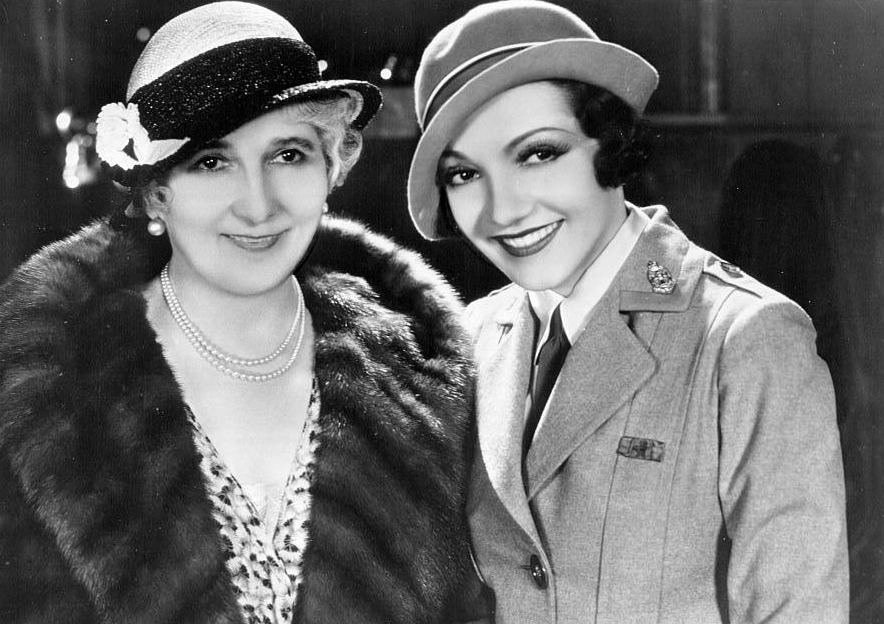
Colbert amb la seva mare, Jeanne, el 1936

Amb la intenció de convertir-se en dissenyadora de moda, va assistir a l'Art Students League de Nova York, on va pagar la seva educació artística treballant en una botiga de vestits. Després d'assistir a una festa amb l'escriptora Anne Morrison, a Colbert se li va oferir una petita part en l'obra de Morrison i va aparèixer a l'escenari de Broadway en un paper a The Wild Westcotts (1923). Havia utilitzat el nom de Claudette, en comptes de Lily, des de l'institut; pel seu nom artístic, va afegir el nom de soltera de la seva àvia materna, Colbert. El seu pare, Georges, va morir el 1925, i la seva àvia, Marie Loew, va morir a Nova York el 1930.

## Carrera

### Primers papers de teatre, 1924–1927

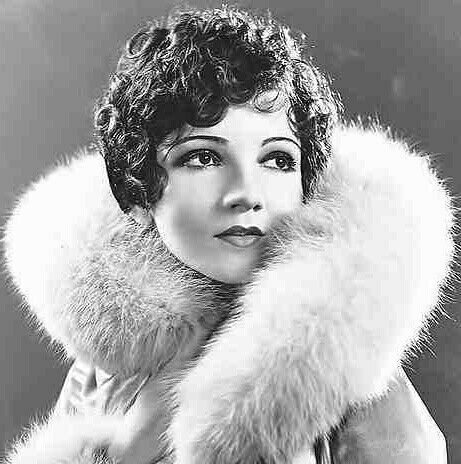
Colbert el 1920

El 1924, el productor Al Woods, impressionat per la capacitat de Colbert per parlar tant amb accents americans com britànics, la va contractar a The Fake de Frederick Lonsdale, però la va substituir Frieda Inescort abans que s'estrenés. Després de signar un contracte de cinc anys amb Woods, Colbert va interpretar papers d'ingenue a Broadway des de 1925 fins a 1929. Durant aquest període no li agradava que l'encastessin com a criada francesa. Colbert va dir més tard: «Al principi, em volien donar papers francesos… Per això solia dir el meu nom 'Col-bert' tal com s'escriu, en lloc de 'Col-baire'. No volia fer-ho.» L'any 1925 va tanir èxit a la comèdia A Kiss in a Taxi, que va tenir 103 representacions durant un període de dos mesos. Va rebre l'aclamació de la crítica com a encantadora de serps de carnaval a la producció de Broadway de The Barker (1927), i va repetir el paper al West End de Londres. Va ser observada pel productor teatral Leland Hayward, que la va suggerir per al paper d'heroïna a la pel·lícula muda For the Love of Mike (1927). Ara la pel·lícula es considera perduda. No va tenir bons resultats a la taquilla.

### Estrellat al cinema, 1928–1934

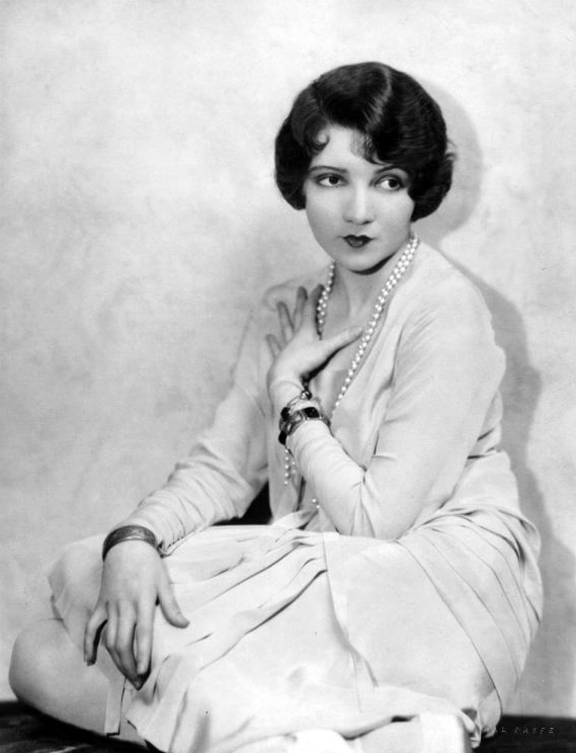
Colbert a la producció de Broadway La Gringa, 1928

El 1928, Colbert va signar un contracte amb Paramount Pictures. Hi havia una demanda d'actors escènics que poguessin gestionar el diàleg en els nous «talkies», i l'elegància i la veu musical de Colbert eren entre els seus millors actius. La seva bellesa va cridar l'atenció a The Hole in the Wall (1929), però al principi no li agradava la interpretació cinematogràfica. Les seves primeres pel·lícules es van produir a Nova York. Durant el rodatge de The Lady Lies (també 1929), també va aparèixer cada nit a l'obra See Naples and Die. The Lady Lies va ser un èxit de taquilla. El 1930, va protagonitzar al costat de Maurice Chevalier a The Big Pond, que va ser filmada tant en anglès com en francès. Va protagonitzar amb Fredric March a Manslaughter (1930), rebent elogis de la crítica per la seva interpretació com a dona acusada d'homicidi involuntari. Va tornar a ser emparellada amb March a Honor Among Lovers (1931). També va protagonitzar Mysterious Mr. Parkes (1931), una versió en francès de Slightly Scarlet per al mercat europeu, tot i que també es va projectar als Estats Units. Va cantar i tocar el piano al musical d'Ernst Lubitsch The Smiling Lieutenant (1931), que va ser nominada a l'Oscar a la millor pel·lícula. Colbert va concloure l'any amb una aparició amb un modest èxit a His Woman (1931) amb Gary Cooper.

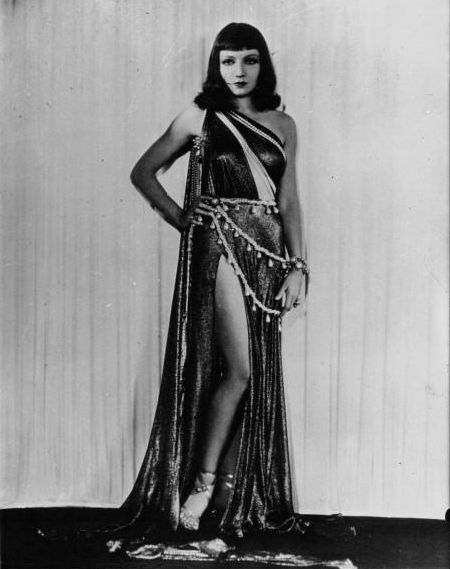
El signe de la creu, 1932

La carrera de Colbert va rebre un nou impuls quan Cecil B. DeMille la va contractar com la femme fatale Poppaea a l'èpica històrica El signe de la creu (1932), al costat de Fredric March i Charles Laughton. En una de les escenes més recordades de la seva carrera cinematogràfica, es banya nua en una piscina de marbre plena de llet d'ase. La pel·lícula va ser un dels seus majors èxits de taquilla.

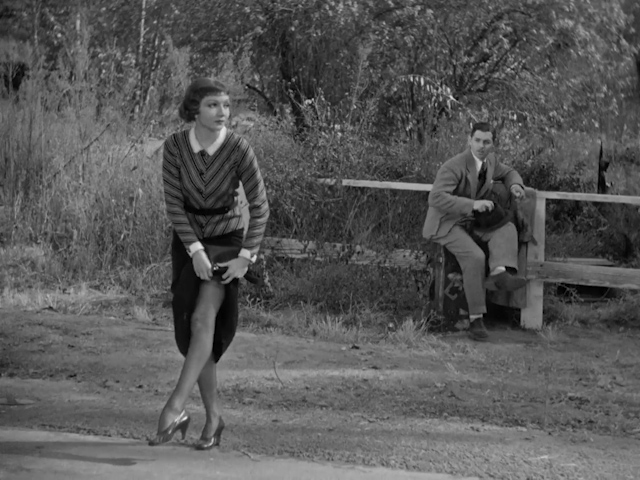
Colbert a Va succeir una nit, 1934

El 1933, Colbert va renegociar el seu contracte amb Paramount per permetre-li aparèixer en pel·lícules per a altres estudis. La seva veu musical, un contralt entrenat per Bing Crosby, també va aparèixer a Torch Singer (1933), protagonitzada per Ricardo Cortez i David Manners. En part com a resultat, es va classificar com la 13a estrella més taquillera de l'any. El 1933, havia aparegut en 21 pel·lícules, amb una mitjana de quatre per any. Moltes de les seves primeres pel·lícules van ser èxits comercials i les seves actuacions van ser admirades. Els seus papers principals eren reals i diversos, destacant la seva versatilitat.
En un principi, Colbert es va mostrar reticent a aparèixer a la pel·lícula Va succeir una nit (1934). L'estudi va acceptar pagar-li 50.000 dòlars pel paper i va garantir que el rodatge es faria en quatre setmanes perquè pogués prendre's unes vacances planificades. Va guanyar l'Oscar a la millor actriu per la pel·lícula.

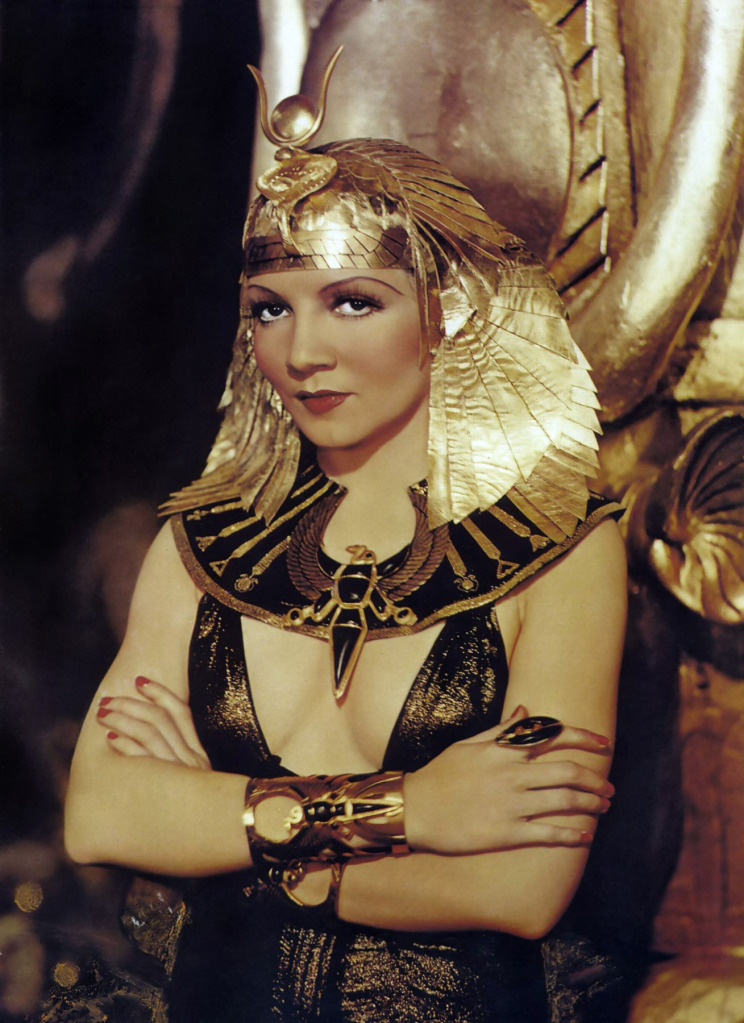
Colbert a Cleopatra, 1934

A Cleopatra (1934), Colbert va interpretar el paper principal al costat de Warren William i Henry Wilcoxon. Va ser la pel·lícula més taquillera d'aquell any als Estats Units. A partir de llavors, Colbert no va voler ser retratada com obertament sexual, i més tard va rebutjar aquests papers. Imitation of Life (1934), quan estava cedida a Universal, va ser un altre èxit de taquilla. Aquestes tres pel·lícules van ser nominades per a l'Oscar a la millor pel·lícula l'any següent. Colbert és l'única actriu fins ara que protagonitza tres pel·lícules nominades a la millor pel·lícula el mateix any.

### Després de l'Oscar 1935–1944
El seu perfil creixent li va permetre tornar a renegociar el seu contracte, fet que li va augmentar el sou. El 1935 i el 1936, va figurar sisena i vuitena a l'enquesta anual de Quigley «Top-Ten Money-Making Stars Poll». Va rebre una nominació a l'Oscar pel seu paper al drama hospitalari Private Worlds (1935).
El 1936, va signar un nou contracte amb Paramount, convertint-la en l'actriu millor pagada de Hollywood. Quan l'estudi va renovar el seu contracte el 1938, es va tornar a informar que era l'actriu millor pagada de Hollywood, amb un sou de 426.924 dòlars. En el punt àlgid de la seva popularitat a finals de la dècada de 1930, guanyava 150.000 dòlars per pel·lícula. El 1937 i el 1938, va ser catalogada com la 14a i la sisena dona (respectivament) amb més diners als Estats Units.
Colbert va passar la resta de la dècada de 1930 alternant hàbilment comèdies romàntiques i drames: She Married Her Boss (1935) amb Melvyn Douglas; The Gilded Lily (1935) i The Bride Comes Home (1935), ambdues amb Fred MacMurray; Under Two Flags (1936) amb Ronald Colman; Zaza (1939) amb Herbert Marshall; Midnight (1939) amb Don Ameche; i It's a Wonderful World (1939) amb James Stewart.
Feia 165 cm d'alçada. La columnista Hedda Hopper va escriure que Colbert va situar la seva carrera «per davant de tot, excepte possiblement el seu matrimoni», i que tenia un fort sentit de què era millor per a ella i un «desig profund d'estar en forma, eficient i sota control». El biògraf A. Scott Berg va escriure que «va ajudar a definir la feminitat per a la seva generació amb la seva manera elegant». Colbert va dir una vegada: «Sé què és el millor per a mi; després de tot, porto més temps que ningú al negoci de Claudette Colbert».
Colbert era molt particular sobre com apareixia a la pantalla i creia que la seva cara era difícil d'il·luminar i fotografiar. Va insistir a tenir el costat dret de la cara lluny de la càmera a causa d'un petit bony al nas per haver-se'l trencat quan era petita. Això de vegades va requerir un redisseny dels decorats de pel·lícules. Durant el rodatge de Tovarich (1937), el director Anatole Litvak va acomiadar un dels seus càmera favorits. Després de veure les presses filmades pel seu substitut, Colbert es va negar a continuar. Va insistir a contractar el seu propi càmera i es va oferir a renunciar al seu sou si la pel·lícula superava el pressupost com a conseqüència. Gary Cooper estava aterrit davant la perspectiva de treballar amb Colbert en la seva primera comèdia, Bluebeard's Eighth Wife (1938), considerant que Colbert era una experta en el gènere.

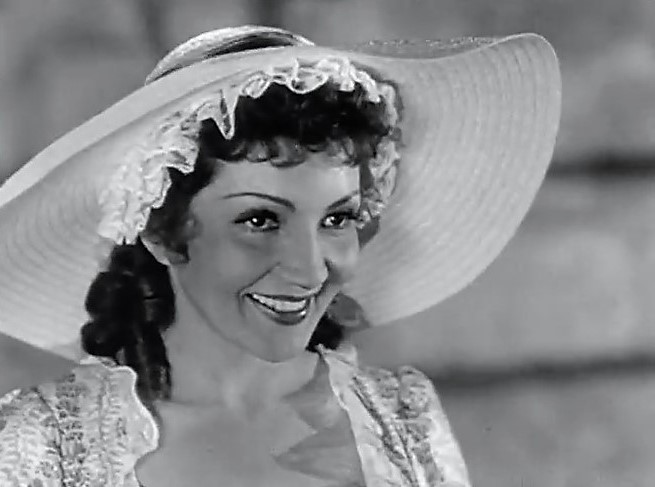
Drums Along the Mohawk, 1939

Colbert va aprendre sobre il·luminació i cinematografia, i es va negar a començar a filmar fins que estigués satisfeta que es veuria de la millor manera possible. Drums Along the Mohawk (1939) amb Henry Fonda va ser la seva primera pel·lícula en color i una de les 20 més taquilleres de l'any. No obstant això, desconfiava del procés relativament nou de Technicolor, i tement que no pogués fotografiar bé, va preferir després ser filmada en blanc i negre.
Durant aquest temps, va començar a actuar al popular programa de ràdio Lux Radio Theatre de CBS, i es va sentir en 22 episodis entre 1935 i 1954. També va participar en 13 episodis de The Screen Guild Theatre de ràdio, entre 1939 i 1952.
El 1940, va rebutjar un contracte de set anys amb Paramount que li hauria pagat 200.000 dòlars anuals, després de saber que podia guanyar 150.000 dòlars per pel·lícula com a artista independent. Amb el seu gerent, va aconseguir papers en pel·lícules de prestigi, i aquest període va marcar l'apogeu de la seva capacitat de guanyar diners. Boom Town, estrenada l'agost de 1940, va ser la pel·lícula més taquillera de l'any als Estats Units. Tanmateix, Colbert va dir una vegada que Aixeca't, amor meu (1940) era la seva preferida de totes les seves pel·lícules. Va guanyar l'Oscar a la millor història.
Durant el rodatge de So Proudly We Hail! (1943), es va produir una ruptura entre ella i la coprotagonista Paulette Goddard, que preferia una altra coprotagonista, Veronica Lake, en lloc de Colbert. Va sentir que Goddard la tractava com una vella. Goddard va dir que Colbert «va capgirar», que «estava als meus ulls en cada moment» i que van continuar la seva disputa durant el rodatge. Això era inusual per a Colbert, que, d'altra banda, era coneguda per mantenir alts estàndards de professionalitat.
Impressionat pel seu paper a So Proudly We Hail!, David O. Selznick es va apropar a ella per interpretar el paper principal a Since You Went Away (1944). Al principi es va mostrar reticent a aparèixer com a mare de nens adolescents, però finalment Selznick la va convencer. Estrenada el juny de 1944, la pel·lícula va guanyar gairebé 5 milions de dòlars a la taquilla dels Estats Units i va ser la tercera pel·lícula més taquillera de l'any. El crític James Agee va elogiar aspectes de la pel·lícula, però especialment el treball de Colbert. Com a resultat, va rebre una nominació a l'Oscar a la millor actriu.

### Carrera durant postguerra, 1945–1965

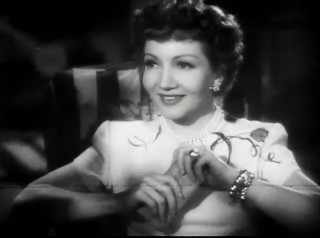
Colbert a The Secret Heart, 1946

El 1945, Colbert va acabar amb la seva associació amb Paramount i va continuar treballant com a freelance en pel·lícules com Guest Wife (1945) amb Don Ameche. Va protagonitzar al costat de John Wayne a Without Reservations (1946), de RKO, que va recaptar 3 milions de dòlars als Estats Units. Mentre hi treballava, el director Mervyn LeRoy va descriure a Colbert com una dona «interessant» per treballar, recordant el seu hàbit de no mirar cap a on anava i xocar constantment amb coses. Elogiada pel seu sentit de l'estil i la moda, Colbert va assegurar al llarg de la seva carrera que estava impecablement cuidada i vestida. Per al melodrama Tomorrow Is Forever (1946), Jean Louis va ser contractat per crear-li 18 canvis de vestuari. Tomorrow is Forever i The Secret Heart (també 1946) també van ser èxits comercials substancials, i la popularitat de Colbert durant el 1947 la va portar a col·locar-se en el 9è lloc a l'enquesta «Top Ten Money-Making Stars Poll» de Quigley.
Va aconseguir un gran èxit al costat de Fred MacMurray a la comèdia The Egg and I (1947), que va ser la segona pel·lícula més taquillera de l'any, i més tard va ser reconeguda com la 12a pel·lícula més rendible dels anys quaranta als EUA. La pel·lícula de suspens Sleep, My Love (1948) amb Robert Cummings va ser un modest èxit comercial. El 1949, encara era la 22a estrella més taquillera.

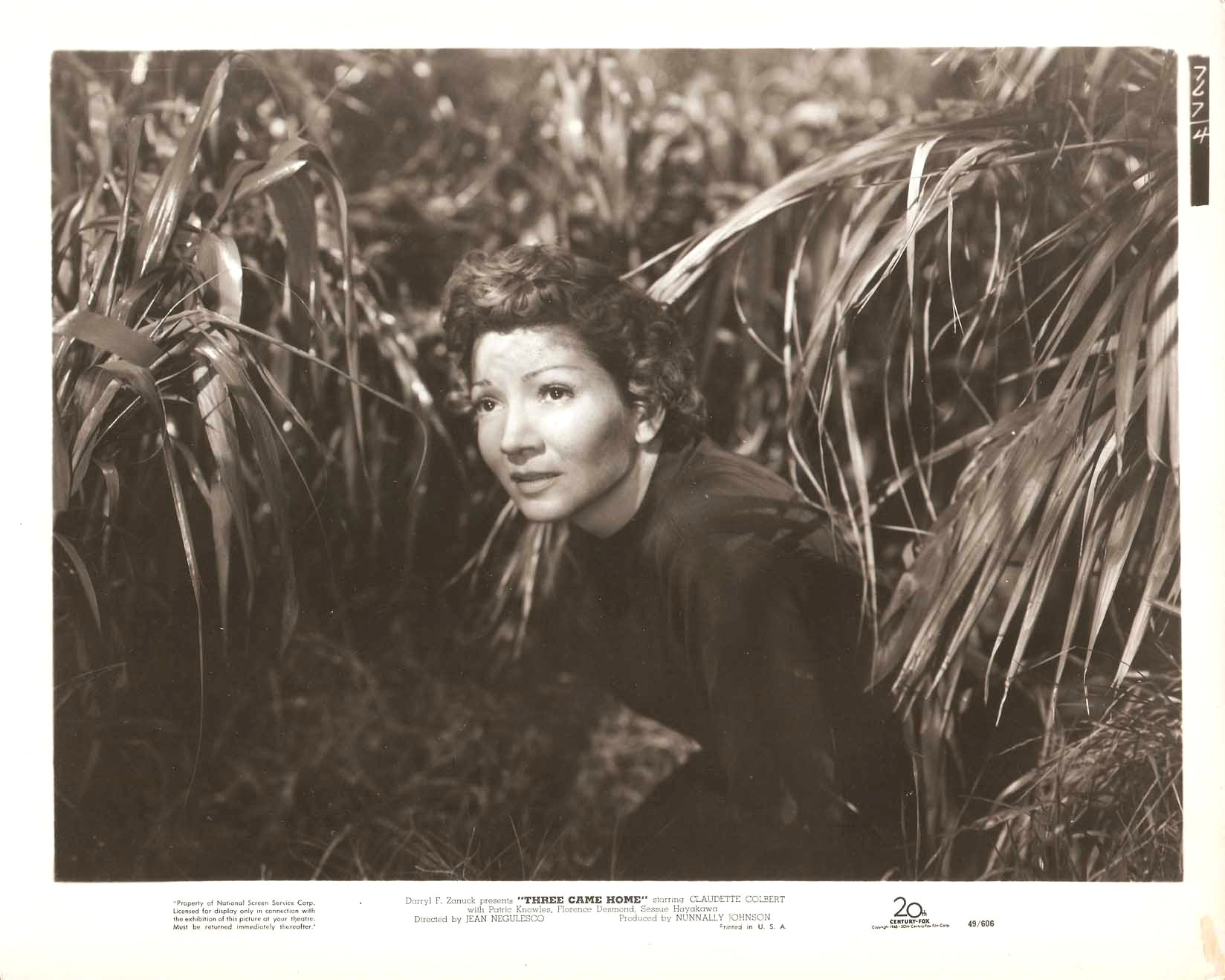
Colbert a Three Came Home, 1950

La comèdia romàntica Bride for Sale (1949), on Colbert va interpretar part d'un triangle amorós que incloïa George Brent i Robert Young, va ser ben rebuda. La seva actuació a la pel·lícula de la guerra del Pacífic Three Came Home (1950) també va ser elogiada per la crítica. Tanmateix, el melodrama de misteri The Secret Fury (1950), distribuït per RKO Studios, va rebre crítiques mixtes. Durant aquest període, Colbert no va poder treballar més enllà de les 5 p.m. cada dia per ordres del seu metge. Tot i que Colbert encara semblava una dona jove, li va costar fer la transició per interpretar personatges més madurs quan entrava a l'edat mitjana. Ella va dir: «Sóc una molt bona humorista, però sempre vaig lluitar contra aquesta imatge, també».
El 1949, Colbert va ser seleccionada per interpretar a Margo Channing a Tot sobre Eva, perquè el productor Joseph L. Mankiewicz va considerar que representava millor l'estil que ell imaginava per al paper. Tanmateix, es va ferir greument l'esquena, la qual cosa la va obligar a abandonar el rodatge poc abans de començar el rodatge. En canvi, Bette Davis va ser elegida i va rebre una nominació a l'Oscar per la pel·lícula.
A principis de la dècada de 1950, Colbert va viatjar a Europa amb finalitats fiscals i va fer menys pel·lícules. The Planter's Wife (1952) va ser un èxit al mercat britànic. Va fer un paper secundari a Royal Affairs in Versalles (1954), la seva única pel·lícula amb un director francès (Sacha Guitry). Es va projectar als Estats Units l'any 1957.

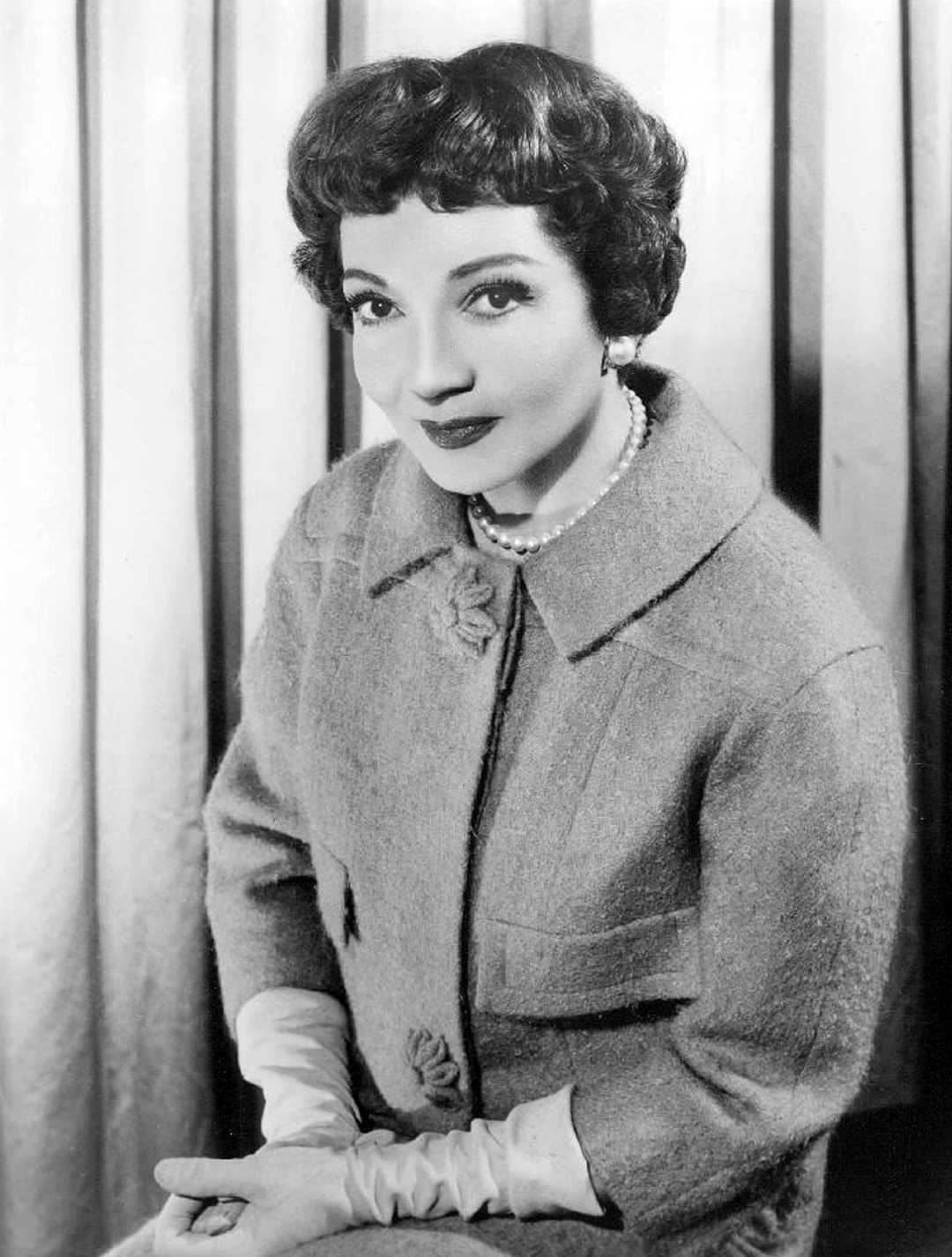
Colbert en una producció televisiva de CBS, 1959

El 1954, Colbert va rebutjar un acord d'emissió d'un milió de dòlars amb NBC-TV, però va fer un pacte per protagonitzar diverses sèries de televisió. Després d'una aparició reeixida en una versió televisiva de The Royal Family (una paròdia de la família Barrymore a la sèrie The Best of Broadway), va assumir més treballs televisius. Va protagonitzar adaptacions televisives de Blithe Spirit el 1956 i The Bells of St. Mary's el 1959, i va protagonitzar Robert Montgomery Presents i Playhouse 90.
El 1956, Colbert va acollir la 28a cerimònia dels Premis de l'Acadèmia.
El 1957, va interpretar a Lucy Bradford, dona del mestre d'escola Jim Bradford (Jeff Morrow), a l'episodi «Blood in the Dust» de Dick Powell's Zane Grey Theatre de CBS. A la història, Jim es nega a fer marxa enrere quan un pistoler li ordena que abandoni la ciutat, i Lucy està angoixada perquè Jim no ha disparat cap arma des de la Guerra Civil Americana.
A l'episodi de 1960 de la sèrie «So Young the Savage Land», va interpretar a Beth Brayden, que es desil·lusiona amb el seu marit ramader Jim (John Dehner) quan aquest recorre a la violència per protegir la seva propietat.
El 1958, va tornar a Broadway a The Marriage-Go-Round, pel qual va ser nominada al premi Tony a la millor actriu.

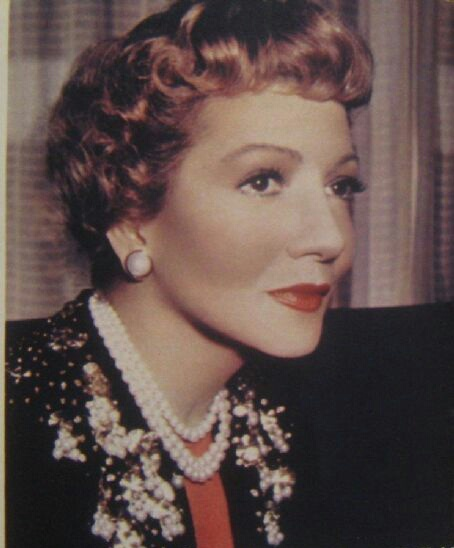
Colberg en una fotografia promocional de CBS, 1959

Va fer un breu retorn a la pantalla, al costat de Troy Donahue a Parrish (1961). Va ser la seva última aparició a la pantalla gran, i va fer el paper secundari de la mare. La pel·lícula va ser un èxit comercial, però Colbert va rebre poca atenció, i va dirigir al seu agent per posar fi a qualsevol altre intent de generar interès en ella com a actriu de cinema.

### Últims anys, 1962–1996
Colbert va fer aparicions reeixides a Broadway a The Irregular Verb to Love (1963); a The Kingfisher (1978), amb Rex Harrison com a coprotagonista; i a l'obra de Frederick Lonsdale, Aren't We All? (1985), també amb Harrison. Ella va dir a un entrevistador: «El públic sempre sembla que està content de veure'm, i jo estic molt contenta de veure'ls».
Va aparèixer en un paper secundari a la minisèrie de televisió The Two Mrs. Grenvilles (1987), que va ser un èxit d'audiència, i per la qual va guanyar un Globus d'Or i va ser nominada a un premi Emmy. Cap al final de la seva vida, va explicar que mai havia escrit una autobiografia: «He estat feliç, i això no és cap història».
Durant anys, Colbert va dividir el seu temps entre el seu apartament de Manhattan i la seva casa de vacances a Speightstown, Barbados. Aquesta última, comprada a un cavaller britànic i sobrenomenada Bellerive, era l'única casa de l'illa davant de la platja. Tanmateix, la seva adreça permanent va romandre Manhattan.
Quan la seva mare, Jeanne, va morir el 1970, i el seu germà Charles el 1971, el seu únic parent supervivent va ser la filla del seu germà, Coco Lewis.
Colbert va patir una sèrie de petits cops durant els últims tres anys de la seva vida. Va morir el 1996 a Barbados, on tenia contractada una mestressa de casa i dos cuiners. Tenia 92 anys. Les seves restes van ser transportades a la ciutat de Nova York per a la cremació i els serveis funeraris.
Més tard es va celebrar una missa de rèquiem a l'església de Sant Vicent Ferrer de Manhattan. Les seves cendres van ser dipositades al cementiri de l'església de Godings Bay, Speightstown, Saint Peter, Barbados, al costat de la seva mare i el seu segon marit.
Colbert mai va tenir fills. Va deixar la major part del seu patrimoni, estimat en 3,5 milions de dòlars i inclòs el seu apartament de Manhattan i Bellerive, a una amiga de molt de temps, Helen O'Hagan, una directora de relacions corporatives retirada de Saks Fifth Avenue. Colbert va conèixer O'Hagan el 1961 al plató de Parrish, i es van fer millors amigues cap al 1970. Després de la mort del seu segon marit, Joel Pressman, Colbert va ordenar als seus amics que tractessin O'Hagan com l'havien tractat a ell, «com el seu cònjuge». El testament també va deixar 150.000 dòlars a la seva neboda Coco Lewis; més de 100.000 dòlars a la UCLA School of Medicine, en memòria de Pressman, que hi era professor; i 75.000 dòlars a Marie Corbin, la cuidadora de la seva casa.
Els crítics moderns han assenyalat que Colbert tenia un conjunt únic d'atributs: la seva cara arrodonida, els ulls grans, els cabells arrissats, el cos esvelt, la veu elegant, la manera aristocràtica, l'actuació relaxada, la vivacitat irònica, l'estil intel·ligent, el moment còmic, i un encant seductor femení, que la distingeix d'altres actrius dels anys trenta. A les seves comèdies, invariablement interpretava dones astutes i autosuficients; A diferència de molts dels seus contemporanis, però, poques vegades es dedicava a la comèdia física. Els seus personatges eren més propensos a ser observadors i comentaristes.

## Filmografia
| Any  | #  | Títol                       | Rol                                    | Parella protagonista           | Director                              | Notes |
| ---- | -- | --------------------------- | -------------------------------------- | ------------------------------ | ------------------------------------- | --- |
| 1927 | 1  | For the Love of Mike        | Mary                                   | Ben Lyon                       | Frank Capra                           | Pel·lícula en la que va debutar, l'única muda. Actualment perduda. |
| 1929 | 2  | The Hole in the Wall        | Jean Oliver                            | Edward G. Robinson             | Robert Florey                         | |
| 1929 | 3  | The Lady Lies               | Joyce Roamer                           | Walter Huston                  | Hobart Henley                         | |
| 1930 | 4  | Young Man of Manhattan      | Ann Vaughn                             | Norman Foster                  | Monta Bell                            | Amb Ginger Rogers |
| 1930 | 5  | The Big Pond                | Barbara Billings                       | Maurice Chevalier              | Hobart Henley                         | |
| 1930 | 6  | Manslaughter                | Lydia Thorne                           | Fredric March                  | George Abbott                         | La primera de les quatre pel·lícules que Colbert va fer al costat de March.                                                                                                 |
| 1930 | 7  | Mysterious Mr. Parkes       | Lucy Stavrin                           | Adolphe Menjou                 | Louis J. Gasnier                      | Versió en francès de la pel·lícula de 1930 Slightly Scarlet |
| 1931 | 8  | Honor Among Lovers          | Julia Traynor                          | Fredric March                  | Dorothy Arzner                        | |
| 1931 | 9  | The Smiling Lieutenant      | Franzi                                 | Maurice Chevalier              | Ernst Lubitsch                        | Amb Miriam Hopkins. Es va filmar un versió en francès amb el mateix repartiment.                                                                                            |
| 1931 | 10 | Secrets of a Secretary      | Helen Blake                            | Herbert Marshall               | George Abbott                         | |
| 1931 | 11 | His Woman                   | Sally Clark                            | Gary Cooper                    | Edward Sloman                         | |
| 1932 | 12 | The Wiser Sex               | Margaret Hughes                        | Melvyn Douglas                 | Berthold Viertel Victor Viertel       | Amb Lilyan Tashman |
| 1932 | 13 | Misleading Lady             | Helen Steele                           | Edmund Lowe                    | Stuart Walker                         | |
| 1932 | 14 | The Man from Yesterday      | Sylvia Suffolk                         | Clive Brook Charles Boyer      | Berthold Viertel                      | |
| 1932 | 15 | The Phantom President       | Felicia Hammond                        | George M. Cohan                | Norman Taurog                         | |
| 1932 | 16 | The Sign of the Cross       | Empress Poppaea                        | Fredric March Charles Laughton | Cecil B. DeMille                      | |
| 1933 | 17 | Tonight Is Ours             | Princess Nadya                         | Fredric March                  | Stuart Walker                         | Basada en l'obra de Noël Coward. |
| 1933 | 18 | I Cover the Waterfront      | Julie Kirk                             | Ben Lyon                       | James Cruze                           | |
| 1933 | 19 | Three-Cornered Moon         | Elizabeth Rimplegar                    | Richard Arlen                  | Elliott Nugent                        | Amb Mary Boland |
| 1933 | 20 | Torch Singer                | Sally Trent («Mimi Benton»)            | Ricardo Cortez David Manners   | Alexander Hall George Somnes          | Amb Lyda Roberti |
| 1934 | 21 | Four Frightened People      | Judy Jones                             | Herbert Marshall               | Cecil B. DeMille                      | Amb Mary Boland. Rodada a Hawaii. |
| 1934 | 22 | Va succeir una nit          | Ellie Andrews                          | Clark Gable                    | Frank Capra                           | Oscar a la millor actriu |
| 1934 | 23 | Cleopatra                   | Cleòpatra VII                          | Henry Wilcoxon Warren William  | Cecil B. DeMille                      | |
| 1934 | 24 | Imitation of Life           | Beatrice 'Bea' Pullman                 | Warren William                 | John M. Stahl Ned Sparks              | Amb Rochelle Hudson. Refeta el 1959 amb Lana Turner en el mateix paper de Colbert.                                                                                          |
| 1935 | 25 | The Gilded Lily             | Marilyn David                          | Fred MacMurray Ray Milland     | Wesley Ruggles                        | La primera de les set pel·lícules que va fer al costat de MacMurray. |
| 1935 | 26 | Private Worlds              | Dr. Jane Everest                       | Charles Boyer Joel McCrea      | Gregory La Cava                       | Amb Joan Bennett Nominació − Oscar a la millor actriu |
| 1935 | 27 | She Married Her Boss        | Julia Scott                            | Melvyn Douglas                 | Gregory La Cava                       | |
| 1935 | 28 | The Bride Comes Home        | Jeannette Desmereau                    | Fred MacMurray Robert Young    | Wesley Ruggles                        | |
| 1936 | 29 | Under Two Flags             | Cigarette                              | Ronald Colman Victor McLaglen  | Frank Lloyd                           | Amb Rosalind Russell |
| 1937 | 30 | Maid of Salem               | Barbara Clarke                         | Fred MacMurray                 | Frank Lloyd                           | Amb Gale Sondergaard |
| 1937 | 31 | I Met Him in Paris          | Kay Denham                             | Melvyn Douglas Robert Young    | Wesley Ruggles                        | |
| 1937 | 32 | Tovarich                    | Gran Duquessa Tatiana Petrovna Romanov | Charles Boyer Basil Rathbone   | Anatole Litvak                        | Amb Anita Louise |
| 1938 | 33 | Bluebeard's Eighth Wife     | Nicole de Loiselle                     | Gary Cooper                    | Ernst Lubitsch                        | |
| 1939 | 34 | Zaza                        | Zaza                                   | Herbert Marshall               | George Cukor                          | |
| 1939 | 35 | Midnight                    | Eve Peabody                            | Don Ameche John Barrymore      | Mitchell Leisen                       | Amb Mary Astor |
| 1939 | 36 | It's a Wonderful World      | Edwina Corday                          | James Stewart                  | W.S. Van Dyke                         | |
| 1939 | 37 | Drums Along the Mohawk      | Lana Martin                            | Henry Fonda                    | John Ford                             | Amb John Carradine. Primera pel·lícula de Colbert en Technicolor. |
| 1940 | 38 | Boom Town                   | Elizabeth Bartlett McMasters           | Clark Gable Spencer Tracy      | Jack Conway                           | Amb Hedy Lamarr |
| 1940 | 39 | Arise, My Love              | Augusta                                | Ray Milland Dennis O'Keefe     | Mitchell Leisen                       | Colbert va dir que era la seva pel·lícula favorita. |
| 1941 | 40 | Skylark                     | Lydia Kenyon                           | Ray Milland                    | Mark Sandrich                         | |
| 1941 | 40 | Skylark                     | Lydia Kenyon                           | Brian Aherne                   | Mark Sandrich                         | |
| 1941 | 41 | Remember the Day            | Nora Trinell                           | John Payne                     | Henry King                            | |
| 1942 | 42 | The Palm Beach Story        | Geraldine 'Gerry' Jeffers              | Joel McCrea                    | Preston Sturges                       | amb Mary Astor, Rudy Vallee. |
| 1943 | 43 | No Time for Love            | Katherine Grant                        | Fred MacMurray                 | Mitchell Leisen                       | |
| 1943 | 44 | So Proudly We Hail!         | Tinent Janet Davy Davidson             | George Reeves                  | Mark Sandrich                         | amb Paulette Goddard, Veronica Lake, Sonny Tufts. |
| 1944 | 45 | Since You Went Away         | Mrs. Anne Hilton                       | Joseph Cotten                  | John Cromwell                         | Amb Jennifer Jones, Shirley Temple, Robert Walker. Nominació − Oscar a la millor actriu                                                                                     |
| 1944 | 46 | Practically Yours           | Peggy Martin                           | Fred MacMurray                 | Mitchell Leisen                       | |
| 1945 | 47 | Guest Wife                  | Mary Price                             | Don Ameche                     | Sam Wood                              | |
| 1946 | 48 | Tomorrow Is Forever         | Elizabeth Hamilton                     | Orson Welles                   | Irving Pichel                         | |
| 1946 | 48 | Tomorrow Is Forever         | Elizabeth Hamilton                     | George Brent                   | Irving Pichel                         | |
| 1946 | 49 | Without Reservations        | Christopher Kit Madden                 | John Wayne                     | Mervyn LeRoy                          | |
| 1946 | 50 | The Secret Heart            | Leola 'Lee' Addams                     | Walter Pidgeon                 | Robert Z. Leonard                     | amb June Allyson. |
| 1947 | 51 | The Egg and I               | Betty MacDonald                        | Fred MacMurray                 | Chester Erskine                       | |
| 1948 | 52 | Sleep, My Love              | Alison Courtland                       | Robert Cummings                | Douglas Sirk                          | |
| 1948 | 52 | Sleep, My Love              | Alison Courtland                       | Don Ameche                     | Douglas Sirk                          | |
| 1949 | 53 | Family Honeymoon            | Katie Armstrong Jordan                 | Fred MacMurray                 | Claude Binyon                         | amb Rita Johnson. |
| 1949 | 54 | Bride for Sale              | Nora Shelley                           | Robert Young                   | William D. Russell                    | |
| 1949 | 54 | Bride for Sale              | Nora Shelley                           | George Brent                   | William D. Russell                    | |
| 1950 | 55 | Three Came Home             | Agnes Newton Keith                     | Patric Knowles                 | Jean Negulesco                        | amb Florence Desmond. |
| 1950 | 55 | Three Came Home             | Agnes Newton Keith                     | Sessue Hayakawa                | Jean Negulesco                        | amb Florence Desmond. |
| 1950 | 56 | The Secret Fury             | Ellen R. Ewing                         | Robert Ryan                    | Mel Ferrer                            | El director Ferrer apareix en un petit rol. |
| 1951 | 57 | Thunder on the Hill         | Sister Mary                            | Robert Douglas                 | Douglas Sirk                          | amb Ann Blyth. |
| 1951 | 58 | Let's Make It Legal         | Miriam Halsworth                       | MacDonald Carey                | Richard Sale                          | amb Marilyn Monroe. |
| 1951 | 58 | Let's Make It Legal         | Miriam Halsworth                       | Zachary Scott                  | Richard Sale                          | amb Marilyn Monroe. |
| 1951 | 58 | Let's Make It Legal         | Miriam Halsworth                       | Robert Wagner                  | Richard Sale                          | amb Marilyn Monroe. |
| 1952 | 59 | The Planter's Wife          | Liz Frazer                             | Jack Hawkins                   | Ken Annakin                           | Pel·lícula anglesa estrenada als Estats Units com Outpost in Malaya. |
| 1954 | 60 | Destinées                   | Elizabeth Whitefield                   | -                              | Marcello Pagliero (segment Elisabeth) | amb Eleonora Rossi Drago. Pel·lícula en francès. Estrenada als EUA com Daughters of Destiny, i a UK com Love, Soldiers, and Women. Colbert apareix en el segment Elizabeth. |
| 1954 | 61 | Royal Affairs in Versailles | Madame de Montespan                    | -                              | Sacha Guitry                          | En francès, però més coneguda pel seu títol en anglès. |
| 1955 | 62 | Texas Lady                  | Prudence Webb                          | Barry Sullivan                 | Tim Whelan                            | En Technicolor. |
| 1961 | 63 | Parrish                     | Ellen McLean                           | Troy Donahue                   | Delmer Daves                          | L'última pel·lícula de Colbert. |